# Новаковци
Новаковци е село в Северна България. То се намира в община Габрово, област Габрово.

## География
Намира се до пътя Габрово – Севлиево, на около 12 km от Габрово. Землището на Новаковци има формата на неправилен многоъгълник. На изток граничи със землището на село Враниловци, на север границата на селото е със землището на Армени. На запад граничи със землищата на селата Смиловци и Драгановци (по новия разделителен план Новаковци и Драгановци са обединени в едно – Драгановско землище). На юг границата върви по билото на местността Зимницата, пресича река Джурла, минава през местностите Бабката, Куката, Трапът, пресича средата на блока и отново стига до кладенеца на Станково.

### Почви
Почвите са сиви, бедни и слабопродуктивни. Землището е категоризирано от пета до осма категория, в зависимост от местонахождението на земята.

### Климат
Климатът е мек, умереноконтинентален. Зимата е снеговита, студена и продължителна с температура от минус 2 до минус 25 градуса. През 1941 – 1942 г. стига до минус 30 градуса. Лятото е сухо, горещо и продължително с температури от плюс 25 до плюс 35 – 40 градуса.

### Валежи
Валежите в землището на селото са нормални. Дъжд и сняг вали в границите на допустимите средни за страната.

### Ветрове
В землището духат западни, северозападни и източни ветрове. На запад височината Бюгда, представлява естествена преграда за западните ветрове, което води до намаляване на силата им за землището на Новаковци. На север Витата скала също представлява преграда за северните ветрове. Южният вятър се чувства много слабо, тъй като Стара планина спира неговото действие.

### Реки
През землището на селото текат две реки – Лопушница и Джурла.

### Гори
Землището е бедно на гори. По-малки гори се простират в местностите Марина курия, Манджолка, Усойната, Зимницата, Илой дол, Баба Райка и Трапът.

### Растителен и животински свят
Благоприятният климат на землището позволява да виреят: дъб, цер, габър, клен, глог, бряст, липа, а от плодните дървета: слива, круша, ябълка, череша, вишна, орехи и по-малко – праскови, кайсии и дрян.
В землището на с. Новаковци се срещат: сърни, елени, лисици, диви прасета, бялки. Вълците са изчезнали преди много години. Гнездят щъркели и лястовички.

### Пътища
Всички пътища по които са се движили дедите ни съществуват и днес. До 70-те години са били тесни, неравни, кални през дъждовете и покрити с пепел през летните месеци. Центърът на селото се намира на около 600 m от главния път Габрово – Севлиево. На запад излиза асфалтов път за Драгановци и за Севлиево, а на юг излиза черен път за селата Смиловци и Гъбене.

## История
Било отдавна, много отдавна, около 1700 – 1750 г. Стадата на 80-годишния кмет Банко, 50 години от които е бил кмет на село Дъскот, пасели между височината, наречена по-късно на неговото име Банковица и Римския път. Кметът защитавал, закрилял и подпомагал всички от селото. Но когато кучетата му залайвали, той знаел, че идва чужд човек, враг и ги прехвърлял на друго по-скришно място. Хората от селото се занимавали със земеделие и скотовъдство. Цялата околност на днешните села била покрита с вековни дъбови и церови гори. Съседното село Сърбеглии, сега Яворец, било населено с много турци. При обработката на нивите до границата с нашето село, богат турски ерген харесал българска мома. Всяка сутрин той изпращал слугата си да провери дали момата е на нивата, съседна на тяхната. Една сутрин слугата се уверил, че е там с родителите си, върнал се и казал на богатия турчин за това, след което турският ерген със слугите си отишъл на нивата да я иска от родителите ѝ за жена. Момата не му казала, че има тригодишна любов с български момък, а му обещала, че ако те дойдат вечерта, ще му стане жена. Според уговорката, облякъл се той с български дрехи и със своите двама приятели отишъл да вземат момата Приятелите му останали на края на селото, такава била уговорката, а той сам влязъл в къщата. Чакали го до сутринта и след като не се появил се върнали обратно в с. Сърбеглии без него. А то какво се случило.
След богата вечеря и пиене, турчинът водел доброволни преговори с момата да му пристане. По-късно започнал насила да я дърпа към изхода на къщата, за да я отвлече. В този момент излезли скритият момък-любовник и баща му, удушили турския ерген и го заровили в оборския тор. По-късно го натоварили на колата и го изкарали извън селото и го заровили. Никой не знаел къде е заровен. Минали три дни. Кметът на с. Сърбеглии с пандурина /полицая/ ошли да го търсят при кмет Банко. Той нищо не знаел. Искали го жив или мъртъв, за да го приберат в селото си. Дали срок от три дни. На четвъртия ден турски войници/аскери/ арестували кмет Банко и го откарали във Видинския затвор. Там той престоял три месеца. От затвора кмет Банко сторил хабер/съобщение/ до ходжата в гр. Севлиево да отиде при него в затвора, за което му обещал откуп/ходжув/ 50 декара ливада, само и само да го освободи от затвора. дал му ливада в днешната местност до с. Драгановци Ходжувица. минало време. Кмет Банко бил освободен. Три дни след завръщането му, получил ферман /заповед/ от султана, селото да се изгори до основи, ако в срок от три дни не се открие убиеца на богатия турски ерген. Дядо Банко се намерил в безизходно положение. След два дни той заклал един вол за курбан на връх Банковица. Извикал цялото население от селото. Яли и пили. Започнали да плачат когато дядо Банко казал: „Братя българи, 50 години ви защитавах и закрилях, но един от нас направи убийство и всички ще си понесем наказанието“ – и им прочел заповедта за опожаряването на селото. Банко имал трима сина – Новак, Драган и Драгия. Отпратил ги в три различни посоки с част от съселяните и им поръчал, където намерят в гората изворче, непременно да си направят колиби. Така тримата сина се отправили към днешните места. Минали години. Кмет Банко тръгнал да ги търси. Намерил ги, видял как са се заселили. Колибите били вече от кирпич, покрити със стебла от ръж и на имената на синовете си той нарекъл днешните села: Новаковци, Драгановци и Драгиевци.
Всички живущи в с. Новаковци от самото създаване до днешни дни са източно-православни християни, независимо от това, че в селото никога не е имало черква. Черкуванета на населението преди Освобождението става в черквата „Света Троица“ в близост до местността Банковица
Предполага се, че тази черква е построена от кмет Банко и е наречена на тримата му сина. По спомени на възрастни хора, църквата е опожарявана от турците три пъти, защото кмет Банко не се подчинявал на техните нареждания и заповеди-църквата да се строи в земята и само покривът ѝ да остава над земята. Когато е опожарена за трети път, кмет Банко поръчва кръста, иконите и църковните книги да бъдат подарени на новостроящата се църква в с. Гъбене.

==

## Население)
Преброяване на населението през 2011 г.
Численост и дял на етническите групи според преброяването на населението през 2011 г.:
|                     | Численост | Дял (в %) |
| Общо                | 135       | 100,00    |
| Българи             | 130       | 96,29     |
| Турци               | 0         | 0,00      |
| Цигани              | 0         | 0,00      |
| Други               | 0         | 0,00      |
| Не се самоопределят | 0         | 0,00      |
| Неотговорили        | 4         | 2,96      |

## Културни и природни забележителности
През лятото на 1931 г., по инициатива на председателя на училищното настоятелство Нено Христов Червенски, се свиква събрание, на което учителят Иван Колев Лазаров изнася реферат на тема „Нужда и средства за просвета в селата“. На събранието се взема решение да основе читалище. С протокол №1 е вписано името „Просвета“ и е избрано читалищно настоятелство.
Читалището разполага с богата музейна сбирка, отразяваща бита на населението в края на 18 и началото на 19 век.
Символът на село Новаковци е вековен дъб на над 310 години, с височина над 25 m, обиколка над 4 m. Обявен за защитен национален природен вид.